# Hans-Hugo Hartmann

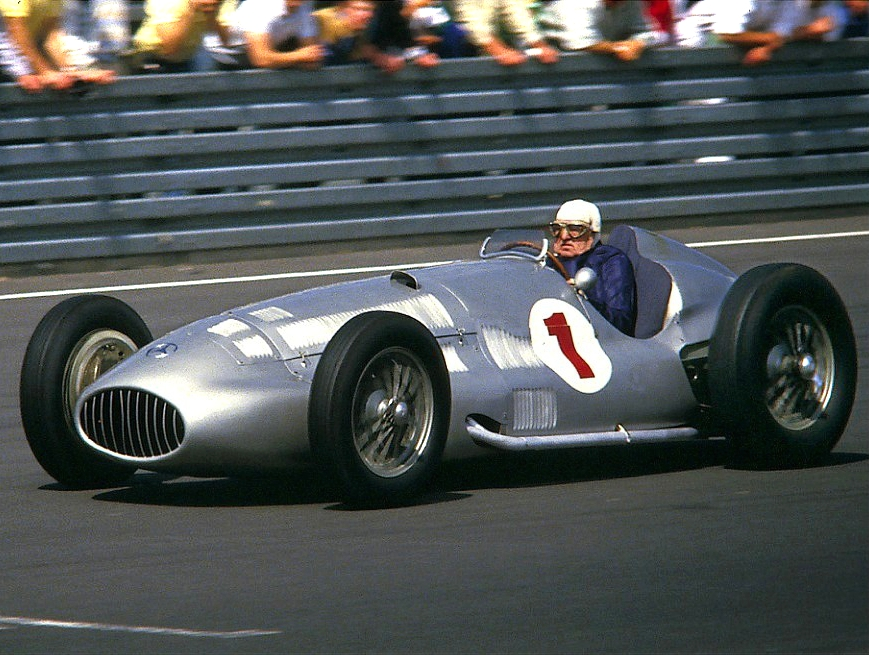
Ein Mercedes-Benz W 154, wie ihn Hartmann 1939 beim Großen Preis der Schweiz pilotierte. Foto: Hermann Lang bei einer Demonstrationsrunde 1986 auf dem Nürburgring

Hans-Hugo Hartmann (* 8. Februar 1916 in Dortmund; † Februar 1991) war ein deutscher Automobilrennfahrer.

## Karriere
Hans-Hugo Hartmann war der Sohn eines Mercedes-Benz-Verkäufers. Im Jahr 1935 machte er erstmals bei Geländefahrten auf sich aufmerksam. In der Saison 1939 war er Nachwuchs- und Ersatzfahrer des Stuttgarter Unternehmens in der Grand-Prix-Europameisterschaft. Sein erstes Rennen für Mercedes war das Eifelrennen Ende Mai 1939, der zweite Start folgte im August beim Großen Preis der Schweiz in Bremgarten, den Hartmann auf W 154 als Siebter beendete.
Nach dem Zweiten Weltkrieg bestritt Hartmann Sportwagenrennen. 1952 stellte er für Borgward zusammen mit Adolf Brudes auf der Rennstrecke von Linas-Montlhéry international anerkannte Rekorde in der Klasse bis 1,5 l Hubraum auf (unter anderem 100 km mit einem Schnitt von 215,5 km/h). Anfang 1953 wurde Hartmann zusammen mit Heinrich von der Mühle-Eckart auf einem Borgward Hansa 2400 14. bei der Rallye Sestriere. Mit Brudes ging er außerdem auch beim 24-Stunden-Rennen von Le Mans 1953 und dem 1000-km-Rennen von Buenos Aires 1954 an den Start, fiel aber jeweils aus. Auch bei der Carrera Panamericana 1953 kam Hartmann auf Borgward nicht in die Wertung. Am Ende der letzten Etappe hatte er die kleine Sportwagenklasse mit mehr als eineinhalb Stunden Vorsprung angeführt, fiel aber durch einen Defekt zurück, überschritt dadurch das Zeitlimit um 7 Sekunden und wurde disqualifiziert. Carl F. W. Borgward überreichte angesichts dieses Pechs seinem Fahrer als Anerkennung für seine Leistung einen Silberteller.
In einem Rennen des Rahmenprogramms zum Großen Preis von Deutschland 1954 verunglückte Hartmann schwer und beendete seine Karriere als Fahrer. Danach war er Sportleiter bei Borgward. 1959 zog er nach Herdecke, leitete drei Autohäuser in Dortmund und betrieb eine Fahrschule. Im Jahr 1960 kehrte Hartmann noch einmal aktiv zum Motorsport zurück, fuhr mit Günter Isenbügel die Rallye Monte Carlo und gewann dabei auf Borgward Isabella die Klasse der Serientourenwagen.

## Statistik

### Vorkriegs-Grand-Prix-Ergebnisse
| Saison | 1   | 2   | 3   | 4  | 5 | Punkte | Position |
| ------ | --- | --- | --- | -- | - | ------ | -------- |
| 1937   |     |     |     |    |   | —      | —        |
| 1937   | DNS | DNS |     |    |   | —      | —        |
| 1938   |     |     |     |    |   | —      | —        |
| 1938   | DNS |     |     |    |   | —      | —        |
| 1939   |     |     |     |    |   | 28     | 16.      |
| 1939   |     |     | DNS | 6. |   | 28     | 16.      |

| Legende  | Legende                                                                   | Legende                                                                   | Legende   |
| Farbe    | Bedeutung                                                                 | Bedeutung                                                                 | EM-Punkte |
| -------- | ------------------------------------------------------------------------- | ------------------------------------------------------------------------- | --------- |
| Gold     | Sieg                                                                      | Sieg                                                                      | 1         |
| Silber   | 2. Platz                                                                  | 2. Platz                                                                  | 2         |
| Bronze   | 3. Platz                                                                  | 3. Platz                                                                  | 3         |
| Grün     | Klassifiziert, mehr als 75% der Renndistanz zurückgelegt                  | Klassifiziert, mehr als 75% der Renndistanz zurückgelegt                  | 4         |
| Blau     | nicht punkteberechtigt, zwischen 50% und 75% der Renndistanz zurückgelegt | nicht punkteberechtigt, zwischen 50% und 75% der Renndistanz zurückgelegt | 5         |
| Violett  | nicht punkteberechtigt, zwischen 25% und 50% der Renndistanz zurückgelegt | nicht punkteberechtigt, zwischen 25% und 50% der Renndistanz zurückgelegt | 6         |
| Rot      | nicht punkteberechtigt, weniger als 25% der Renndistanz zurückgelegt      | nicht punkteberechtigt, weniger als 25% der Renndistanz zurückgelegt      | 7         |
| Farbe    | Abkürzung                                                                 | Bedeutung                                                                 | EM-Punkte |
| Schwarz  | DSQ                                                                       | disqualifiziert (disqualified)                                            | 8         |
| Weiß     | DNS                                                                       | nicht gestartet (did not start)                                           | 8         |
| Weiß     | DNA                                                                       | nicht erschienen (did not arrive)                                         | 8         |
| sonstige | P/fett                                                                    | Pole-Position                                                             | 8         |
| sonstige | SR/kursiv                                                                 | Schnellste Rennrunde                                                      | 8         |
| sonstige | DNF                                                                       | Rennen nicht beendet (did not finish)                                     | 8         |

### Le-Mans-Ergebnisse
| Jahr | Team          | Fahrzeug                      | Teamkollege  | Platzierung | Ausfallgrund |
| ---- | ------------- | ----------------------------- | ------------ | ----------- | ------------ |
| 1953 | Borgward GmbH | Borgward 1500 Rennsport Coupé | Adolf Brudes | Ausfall     | kein Benzin  |

### Einzelergebnisse in der Sportwagen-Weltmeisterschaft
| Saison | Team     | Rennwagen                                 | 1   | 2   | 3   | 4   | 5   | 6   | 7   |
| ------ | -------- | ----------------------------------------- | --- | --- | --- | --- | --- | --- | --- |
| 1953   | Borgward | Borgward 1500 Rennsport Coupé Borgward RS | SEB | MIM | LEM | SPA | NÜR | RTT | CAP |
| 1953   | Borgward | Borgward 1500 Rennsport Coupé Borgward RS |     |     | DNF |     |     |     | DNF |
| 1954   | Borgward | Borgward Hansa 1500 Sportcoupé            | BUA | SEB | MIM | LEM | RTT | CAP |     |
| 1954   | Borgward | Borgward Hansa 1500 Sportcoupé            | DNF |     |     |     |     |     |     |